# Scleronema micranthum
Scleronema micranthum är en malvaväxtart som först beskrevs av Adolpho Ducke, och fick sitt nu gällande namn av Adolpho Ducke. Scleronema micranthum ingår i släktet Scleronema och familjen malvaväxter. Inga underarter finns listade i Catalogue of Life.